# 塩谷立
塩谷 立（しおのや りゅう、1950年〈昭和25年〉2月18日 - ）は、日本の政治家。
衆議院議員（10期）、文部科学大臣（第11代）、内閣官房副長官（福田康夫改造内閣）、文部科学副大臣（第２次小泉改造内閣・第3次小泉内閣）、総務政務次官（村山改造内閣）、自由民主党総務会長（第50代）、自由民主党選挙対策委員長（第5代）、衆議院国家基本政策委員長、自由民主党静岡県連会長、自民党たばこ議員連盟副会長、自由民主党財務委員長、清和政策研究会（安倍派）座長を歴任した。

## 来歴

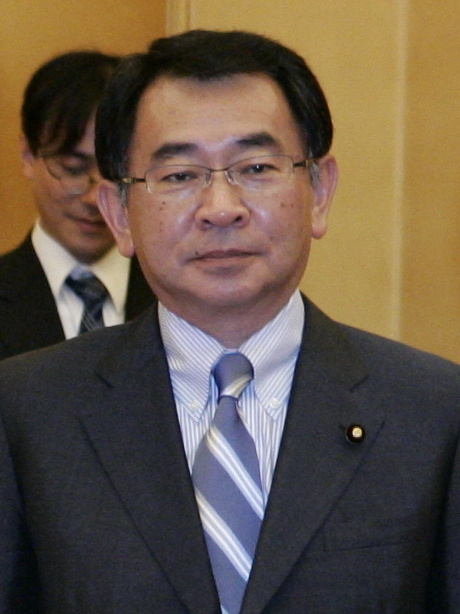
2009年7月、ものづくり日本大賞内閣総理大臣表彰式にて

### 生い立ち
静岡県袋井市生まれ（現住所は浜松市中央区蜆塚2丁目）。塩谷一夫の長男。父・一夫は静岡県庁に勤務し、後に衆議院議員を務めた。
静岡県立静岡高等学校卒業後、米国カリフォルニアのアンバサダーカレッジに留学。帰国後、慶應義塾大学法学部政治学科を卒業した。

### 衆議院議員時代
1990年の第39回衆議院議員総選挙に旧静岡3区から自由民主党公認で出馬し、初当選。1993年の第40回衆議院議員総選挙でも再選された。1995年8月、村山改造内閣で総務政務次官に就任。小選挙区制導入後初めて実施された1996年の第41回衆議院議員総選挙では静岡8区で新進党の北脇保之（のちの浜松市長）に敗れ、落選。
1999年4月、北脇が浜松市長選挙に出馬するため衆議院議員を辞職し、それに伴う補欠選挙で民主党の鈴木康友（後に浜松市長に転身）を破り国政に復帰。2000年の第42回衆議院議員総選挙では前回下した鈴木に敗れ再び落選するが、2003年の第43回衆議院議員総選挙で鈴木を僅差で破り当選。
2004年9月、第2次小泉改造内閣で文部科学副大臣に就任（第3次小泉内閣でも留任）。2005年9月の第44回衆議院議員総選挙では鈴木に比例復活を許さず当選した。
2008年8月に発足した福田改造内閣で内閣官房副長官に就任。その後の9月、麻生内閣で文部科学大臣に就任した。2009年の第45回衆議院議員総選挙では、静岡8区で民主党新人の斉藤進に敗れたが、重複立候補していた比例東海ブロックで復活し、6選。9月には民主党の鳩山由紀夫内閣発足に伴う麻生内閣総辞職に伴い、文部科学大臣を退任した。
2009年9月より自民党静岡県連会長を務める（2021年7月15日まで）。
2011年9月30日、自由民主党総務会長に就任。
2012年12月の第46回衆議院議員総選挙で民主党の斉藤、日本維新の会の源馬謙太郎らを破り、7選。
2014年の第47回衆議院議員総選挙で、源馬を破り、8選。同年、日本・コソボ友好議員連盟初代会長に就任。
2017年8月3日、自由民主党選挙対策委員長に就任。同年10月の第48回衆議院議員総選挙で、希望の党の源馬を破り、9選（源馬は比例復活）。
2018年1月25日、細田派の事務総長を退任し、会長代理に就任。2019年10月23日、即位礼正殿の儀に参列のため訪日中のハシム・サチ大統領より「コソボ共和国名誉大使」を授与された。2020年11月19日、衆院永年在職25年表彰を受ける。
2021年の第49回衆議院議員総選挙では、立憲民主党の源馬との与野党一騎打ちの構図となり、自らの在任期間の長さと年齢の批判も受け、3度下してきた源馬に敗れ、比例復活で10選。
2022年7月8日に安倍晋三が奈良市で銃撃されたことで塩谷と下村博文が清和会の会長代理に就任。以降は会長を置かない運営が続いたが、安倍の一周忌が過ぎた2023年8月10日、塩谷は、自らを清和会の座長とし、新たに常任幹事会を設置し集団指導体制へ移行する案を下村に提案した。下村はあくまでも会長選出にこだわったが、塩谷の案は8月17日の派閥総会で了承され、塩谷が事実上のトップとなった。
2023年12月9日、自民党5派閥の政治資金パーティーをめぐる問題で、座長の塩谷と「5人衆」とされる松野博一、高木毅、世耕弘成、萩生田光一、西村康稔の中枢幹部の6人全員が直近5年間でそれぞれ1千万円超～約100万円の裏金のキックバックを派閥から受け、政治資金収支報告書に記載していない疑いがあることが明らかとなった。
2024年4月4日、自民党より離党勧告を受け、同月23日に離党した。
同年6月21日、衆議院議院運営委員会は塩谷による一人会派「未来政治経済研究会」の結成を与党の賛成多数で了承した。会派を結成すると、議員1人当たり月額65万円の立法事務費が支給される。
同年9月4日、次期衆議院選挙に立候補しない意向を内々に表明。同月10日に記者会見で正式に政界引退の意向を表明した。

## 政策・主張

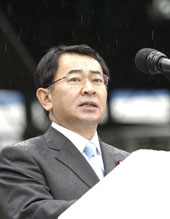
スピーチを行う塩谷

### 憲法
- 憲法改正について、2021年のNHKのアンケートで「賛成」と回答[31]。
- 憲法9条の改正について、2014年の毎日新聞社のアンケートで「賛成」と回答[32]。9条への自衛隊の明記について、2021年のNHKのアンケートで「賛成」と回答[31]。
- 憲法を改正し緊急事態条項を設けることについて、2021年の毎日新聞社のアンケートで回答しなかった[33]。

### 外交・安全保障
- 普天間基地の辺野古移設について、2021年の毎日新聞社のアンケートで回答しなかった[33]。
- 日本による過去の植民地支配と侵略を認めて謝罪した「村山談話」の見直し論議について、2014年の毎日新聞社のアンケートで「見直すべきでない」と回答[32]。
- 従軍慰安婦に対する旧日本軍の関与を認めた「河野談話」の見直し論議について、2014年の毎日新聞社のアンケートで「見直すべきでない」と回答[32]。
- 第2次安倍内閣が2013年に提出した特定秘密保護法案は同年12月6日に可決成立した[34]。「こうした法律が日本に必要と思うか」との2014年の毎日新聞社のアンケートに対し、「必要だ」と回答[32]。

### ジェンダー
- 選択的夫婦別姓制度の導入について、2021年のNHK、毎日新聞社のアンケートで回答しなかった[31][33]。
- 同性婚を可能とする法改正について、2021年のNHKのアンケートで回答しなかった[31]。「同性婚を制度として認めるべきだと考えるか」との同年の毎日新聞社のアンケートに対し回答しなかった[33]。
- クオータ制の導入について、2021年のNHKのアンケートで「どちらかといえば賛成」と回答[31]。

### 部落問題
- 2012年5月、「自由同和会 第27回全国大会」に参加した塩谷は「皆様方の努力で同和問題における落書きや発言などの表に出る差別的なものは減少しているが、最近ではインターネットの中で、匿名性から差別的な書き込みなど新たな問題を生じている。新しい時代におけるこのような問題を踏まえて、皆様方と足並みを揃えて問題解決に努力していきたい」と祝辞を述べた[35]。

### その他
- 「原子力発電への依存度について今後どうするべきか」との問題提起に対し、2021年のNHKのアンケートで「現状を維持すべき」と回答[31]。
- 「『道徳』を小中学校の授業で教え、子供を評価することに賛成か、反対か」との問いに対し、2014年の毎日新聞社のアンケートで「賛成」と回答[32]。
- 森友学園への国有地売却をめぐる公文書改竄問題で、2021年5月6日、国は「赤木ファイル」の存在を初めて認めた[36]。しかし5月13日、菅義偉首相はファイルの存在を踏まえた再調査を行わない考えを報道各社に書面で示した[37]。9月の自民党総裁選挙で総裁に選出された岸田文雄も10月11日、衆議院本会議の代表質問で再調査の実施を否定した[38]。国の対応をどう考えるかとの同年の毎日新聞社のアンケートに対し回答しなかった[33]。

## 不祥事

### 文部科学副大臣という立場を利用した公選法違反疑惑
2005年の衆院選において、文部科学副大臣という立場を利用して「塩谷文部科学副大臣講演会への動員へのお願い」というタイトルの文章を静岡県西部の複数の私立中学・高校へファックスし講演会に学校関係者を動員するなど、選挙活動に当たる行為を行い公職選挙法に違反したのではないかとの疑いが浮上した。

### 日本道路興運からの違法献金問題
自動車の運行・管理の受託を行っている日本道路興運 から政治資金規正法により定められた上限750万円を超える、違法な献金を受け取っていたことが発覚した。報道によれば、塩谷は2000年～2003年まで、同社から秘書給与の肩代わりなど計913万円を受け取っていた。塩谷側は収支報告書を訂正する意向を示し、『産経新聞』の取材に対して「誠に遺憾。本件が報道されて以降、同社から政治献金は受けていない」とコメントした。

### 労働保険未加入
2009年1月、塩谷の資金管理団体「塩谷政治経済研究会」が、勤務するスタッフに対する労働保険に未加入のまま長期間放置していたことが発覚した。労働保険の中でも労働者災害補償保険は、雇用者がいれば加入義務があると労働者災害補償保険法により定められており、未加入でスタッフを雇用するのは違法行為である。塩谷の事務所では「アルバイトは加入の必要がないと誤解していた」 と説明しており、「塩谷政治経済研究会」も今後は労働保険に加入する意向を示している。なお、2004年12月頃の時点で、自民党本部は関係する各団体に対して社会保険や労働保険に適切に加入するよう指導していた、と指摘されている。

### 補助金企業からの献金
国からの補助金交付決定後1年以内に静岡市の総合物流会社「鈴与」から、塩谷の政治団体が2012年度に計56万円の寄付を受けていたことが発覚した。鈴与は環境省の「家庭・事業者向けエコリース促進事業費補助金」を申請し、同省所管の一般社団法人から2011年9月に約35万円、同12月に約33万円の補助金の交付決定を通知されており、国が補助金の交付を決定してから1年間、政党や政治資金団体への寄付を禁じた政治資金規正法に抵触する可能性がある、と指摘された。事務所は「一般社団法人が交付決定した補助金であり、国が交付を決定した補助金には該当しないと理解している」とコメントしている。

### 緊急事態宣言中に浜松まつりに参加
新型コロナウイルス感染症の流行に伴う緊急事態宣言発令中にもかかわらず、2021年5月に浜松まつりの凧揚げに参加していたことが発覚した。
浜松まつり組織委員会は、東京都など緊急事態宣言発令地域からの参加を禁止していた。しかし、国会会期中だった塩谷は、連休中に東京都から浜松市を訪れ、浜松まつりの凧揚げに参加していた。塩谷は凧揚げに参加する様子を撮影しており、それを自身のフェイスブックに掲載したことから発覚した。なお、会場を訪れた国会議員は4名いるが、市民に交じって凧揚げに参加していた国会議員は塩谷と片山さつきの2名のみである。
塩谷事務所は「参加禁止は承知していたが、事前にPCR検査や抗原検査などで陰性確認した」 と釈明しており、参加が禁止されていることを事前に知っていながら、これを無視していたことが明らかになった。浜松まつり組織委員会は「たこ揚げしたとすれば、参加禁止の指示に抵触する」 と指摘している。浜松市長の鈴木康友からも「慎重な行動を取ってもらいたかった」 と苦言を呈された。

### 緊急事態宣言中に100人規模のセミナーを開催
新型コロナウイルス感染症の流行に伴う緊急事態宣言発令中にもかかわらず、2021年5月に浜松市にて100名ほどの聴衆を前にセミナーを行っていたことが発覚した。
塩谷は、緊急事態宣言発令地域である東京都から浜松市を訪れ、ホテルの宴会場で約100名を前にして講演を行っていた。塩谷事務所は、東京都から浜松市に入る前にPCR検査などで陰性を確認したと釈明するとともに、セミナーの全参加者がマスクを着けていたので問題ないと説明している。

### 緊急事態宣言中に20人規模の会食に出席
新型コロナウイルス感染症の流行に伴う緊急事態宣言発令中にもかかわらず、2021年5月に浜松市にて20名ほどと会食をしていたことが発覚した。
塩谷は、緊急事態宣言発令地域である東京都から浜松市を訪れ、ホテルのレストランにて約20名と会食していた。塩谷事務所は、東京都から浜松市に入る前にPCR検査などで陰性を確認したと釈明するとともに、「マスク会食」を徹底したので問題ないと主張している。

### 政治資金パーティー収入による234万円の裏金問題
2023年10月、神戸学院大学教授の上脇博之は、自民党5派閥が政治資金パーティーの収入を2018～2021年分の政治資金収支報告書に計4168万円分を過少記載したとて、各派閥の当時の会計責任者らを政治資金規正法違反（不記載・虚偽記入）容疑で告発した。告発された記載漏れの清和政策研究会（安倍派）の金額は1952万円と、各派閥の200万～900万円台と比べて突出していることが明らかとされた。11月24日の時点で、安倍派は54か所の収支報告書の訂正に追い込まれた。
同年11月30日、安倍派は自民党本部で会合を開催。派閥の事実上トップの座長を務める塩谷は、記者団から、ノルマを超えて政治資金パーティーのパーティー券を販売した議員に資金のキックバックがあったかどうかを問われると「あったと思う」と語った。しかしその5時間後、自らが還流を認めた発言について、「事実確認しておらず、撤回したい」と釈明した。そして記者団に対し「精査する」という言葉を繰り返した。
同年12月1日、朝日新聞が、安倍派が、所属議員が販売ノルマを超えて集めた分の収入を裏金として議員側にキックバックする運用を組織的に続けてきた疑いがあるとスクープした。安倍派は2018～2022年に毎年1回パーティーを開き、計6億5884万円の収入を政治資金収支報告書に記載している。一方、収入・支出のいずれにも記載していない裏金の総額は直近5年間で1億円を超えるとされ（のちに5億円に修正）、共同通信は「実際のパーティー収入は少なくとも8億円前後に膨らむ可能性がある」と報じた。清和政策研究会の政治資金収支報告書の記載内容は下記のとおり。
| 年月日        | パーティー名                 | 会場               | 収入        | 購入者数 | 出典 |
| ------------- | ---------------------------- | ------------------ | ----------- | -------- | ---- |
| 2018年5月22日 | 清和政策研究会との懇親の集い | 東京プリンスホテル | 2億802万円  | 7,021人  | [64] |
| 2019年5月21日 | 清和政策研究会との懇親の集い | 東京プリンスホテル | 1億5338万円 | 5,177人  | [65] |
| 2020年9月28日 | 清和政策研究会との懇親の集い | 東京プリンスホテル | 1億262万円  | 3,464人  | [66] |
| 2021年12月6日 | 清和政策研究会との懇親の集い | 東京プリンスホテル | 1億2万円    | 3,376人  | [67] |
| 2022年5月17日 | 清和政策研究会との懇親の集い | 東京プリンスホテル | 9480万円    | 3,200人  | [59] |
| （合計）      |                              |                    | 6億5884万円 |          |      |
パーティー券は通常1枚2万円であるため、販売枚数が推計できるが、枚数に対する購入者の比率は2018年から2022年にかけてすべて「0.675」で統一されている。日本大学名誉教授の岩井奉信は「絶対にあり得ない」とし、安倍派は政治資金収支報告書に架空の購入者数を記入したとみられる。
同年12月8日夜までに、官房長官の松野博一、高木毅、世耕弘成が直近5年間で1000万円を超える裏金のキックバックを受けた疑いがあることが報道により明らかとなった。12月9日朝、朝日新聞は、松野、高木、世耕のほか、塩谷、自民党政調会長の萩生田光一、西村康稔についても裏金のキックバックを受けた疑いがあると報じた。12月22日、安倍派においては、議員側の「中抜き」を含む3つのパターンで裏金づくりを行っていたことが関係者の証言により明らかとなった。12月26日までに東京地検特捜部は塩谷、松野、高木、世耕、萩生田を任意で事情聴取した。以上の5人はいずれも特捜部に対し、「ノルマを超えた金額が還付されていることは知っていたが、パーティー収入の一部が派閥側の収支報告書に記載されていないことは知らなかった」と話した。次いで12月29日、特捜部が西村にも任意で事情聴取していたことが明らかとされた。
2024年1月19日、記者会見で塩谷は「衆院議員を辞職しない」考えを示した。同日、特捜部は安倍派の会計責任者を政治資金規正法違反（虚偽記入）の罪で在宅起訴した。1月26日、特捜部は塩谷ら安倍派幹部7人について、会計責任者との共謀は認められないとして不起訴（嫌疑なし）とした。
2024年1月28日、塩谷は地元・浜松市で記者会見し、2018～2022年の5年間で同派から計234万円のキックバック（還流）を受け、政治資金収支報告書に記載していなかったと明らかにした。塩谷は「国民の信頼を著しく損ね、心からおわび申し上げる。（東京地検特捜部の）捜査があり説明が遅くなった」と謝罪した。自身の関与については「今回の事態が明らかになり、自分が還流を受けていたのを知った。ノルマ分だけ券を売っていたのでゼロだと思っていた。びっくりした」と否定したが、なぜ還流が生じたのかについては「確認していない」とした。使途は「事務所経費や交通費、会合費といった政治活動」と説明し、「中抜きではない。領収書もあり派閥の分の修正にあわせて修正したい」と強調した。派閥で還流が続いてきた背景にも言及し、「いつ誰が始めたか明確でないが、二十数年間、慣例的に続いた。自分でパーティーを開けない若手や中堅の議員にとっては、いいシステムという認識があった」と述べた。
3月1日に開かれた衆院政治倫理審査会で「納税するつもりはございません」と発言した。
同年4月4日に自民党の党紀委員会は塩谷について離党勧告とする処分を決定した。5日、塩谷は決定について「事実誤認の中で処分が下されたのは甚だ心外だ」と批判し、処分を不服として再審査の請求を検討すると表明した。12日、岸田文雄総裁宛てに再審査を請求したと明らかにした。自民党は16日に再審査請求を却下した。23日に党に離党届を提出し、受理された。同日、国会内で記者会見を開き、離党勧告の処分について「党としての決定なので従う」と述べた。今後は無所属で議員活動を続け、次期衆院選に出馬する意向を示したものの、9月10日に立候補断念を表明。記者会見では、現状は逆風がまだまだ続いている中で真実を語っても通らないと不出馬の理由を説明した。

## 人物
- 2014年の第186回国会において、大臣、副大臣、政務官、補佐官、議長、副議長、委員長のいずれの要職にもついていなかったのみならず、質問、議員立法、質問主意書提出のいずれもなかったことが指摘された[89][90]。

## 親族
- 祖父は酒類商を営み、袋井町長、中遠鉄道社長、袋井合同運送取締役などを務めた塩谷桑平[91][92]。父は元衆議院議員の塩谷一夫[7][93]。

## 選挙
| 当落                          | 選挙                     | 施行日         | 選挙区            | 政党       | 得票数  | 得票率 (%) | 得票順位 /候補者数 | 定数 | 票差 (と次点者) | 惜敗率 (%) | 比例区 順位 | 政党当選者数 /政党候補者数 |
| ----------------------------- | ------------------------ | -------------- | ----------------- | ---------- | ------- | ---------- | ------------------ | ---- | --------------- | ---------- | ----------- | -------------------------- |
| 当                            | 第39回衆議院議員総選挙   | 1990年02月18日 | 旧静岡3区         | 自由民主党 | 103,641 | 17.44      | 4/6                | 4    | 8,348           | -          | -           | -                          |
| 当                            | 第40回衆議院議員総選挙   | 1993年07月18日 | 旧静岡3区         | 自由民主党 | 105,351 | 18.72      | 2/6                | 4    | 26,910          | -          | -           | -                          |
| 落                            | 第41回衆議院議員総選挙   | 1996年10月20日 | 静岡8区           | 自由民主党 | 75,557  | 38.17      | 2/3                | 1    | -               | 77.07      | 12          | 8/38                       |
| 当                            | 第41回衆議院議員補欠選挙 | 1999年4月11日  | 静岡8区           | 自由民主党 | 98,795  | 48.52      | 1/3                | 1    | 16,477          | -          | -           | -/-                        |
| 落                            | 第42回衆議院議員総選挙   | 2000年06月25日 | 静岡8区           | 自由民主党 | 95,533  | 43.50      | 2/3                | 1    | -               | 92.81      | 12          | 7/35                       |
| 当                            | 第43回衆議院議員総選挙   | 2003年11月09日 | 静岡8区           | 自由民主党 | 104,046 | 47.38      | 1/3                | 1    | 2,562           | -          | -           | -                          |
| 当                            | 第44回衆議院議員総選挙   | 2005年09月11日 | 静岡8区           | 自由民主党 | 128,456 | 53.12      | 1/3                | 1    | 26,655          | -          | -           | -                          |
| 比当                          | 第45回衆議院議員総選挙   | 2009年08月30日 | 比例東海(静岡8区) | 自由民主党 | 114,677 | 45.39      | 2/4                | 21   | -               | 92.82      | 2           | 6/29                       |
| 当                            | 第46回衆議院議員総選挙   | 2012年12月16日 | 静岡8区           | 自由民主党 | 97,125  | 44.41      | 1/5                | 1    | 38,197          | -          | -           | -                          |
| 当                            | 第47回衆議院議員総選挙   | 2014年12月14日 | 静岡8区           | 自由民主党 | 98,485  | 50.87      | 1/4                | 1    | 35,687          | -          | -           | -                          |
| 当                            | 第48回衆議院議員総選挙   | 2017年10月22日 | 静岡8区           | 自由民主党 | 101,858 | 50.92      | 1/3                | 1    | 23,334          | -          | -           | -                          |
| 比当                          | 第49回衆議院議員総選挙   | 2021年10月31日 | 比例東海(静岡8区) | 自由民主党 | 90,408  | 44.18      | 2/2                | 21   | -               | 79.16      | 5           | 9/35                       |
| 当選回数10回 （衆議院議員10） |                          |                |                   |            |         |            |                    |      |                 |            |             |                            |

## 所属団体・議員連盟
- 自民党たばこ議員連盟（副会長）[94][95]
- 親学推進議員連盟（副会長）[96]
- ボーイスカウト振興国会議員連盟（副会長・事務総長）
- 日本会議国会議員懇談会[97]
- 神道政治連盟国会議員懇談会[97]
- みんなで靖国神社に参拝する国会議員の会[97]
- セルロースナノファイバー活用促進議員連盟（会長）
- TPP交渉における国益を守り抜く会
- 日韓議員連盟（常任幹事）
- 自民党国際人材議員連盟
- 再チャレンジ支援議員連盟
- 朝鮮通信使交流議員の会（幹事）
- 日本の印章制度・文化を守る議員連盟（顧問）[98]
- 袴田巌死刑囚救援議員連盟[99]（会長）
- 文化芸術振興議員連盟（会長）
- 街の本屋さんを元気にして、日本の文化を守る議員連盟（会長）
- 日本高等学校吹奏楽連盟[100]（会長）
- 全ての女性の安心・安全と女子スポーツの公平性を守る議員連盟（顧問）[101]